# Хоуэртон, Гленн
Гленн Фра́нклин Хо́уэртон — тре́тий (англ. Glenn Franklin Howerton III, род. 13 апреля 1976, Япония) — американский актёр, продюсер и сценарист. Наиболее известен по роли Дэнниса Рейнольдса в телесериале «В Филадельфии всегда солнечно».

## Биография
Хоуэртон родился в Японии в семье военного лётчика Гленна Франклина Хоуэртона-младшего и его жены Дженис. У него есть сестра Кортни. Детство Хоуэртона прошло в Лондоне и Южной Корее, а в возрасте 10 лет он с семьёй переехал в Монтгомери (штат Алабама), где окончил старшую школу, после чего ещё два года обучался в школе искусств в Майами. В 2000 году он окончил Джульярдскую школу в Нью-Йорке, получив степень бакалавра изобразительных искусств.
Хоуэртон женат с 2009 года на актрисе Джилл Латиано. В этом браке родились двое сыновей: Майлз Роберт (сентябрь 2011) и Айли Рэй (август 2014).

## Фильмография
| Год          |    | Русское название                | Оригинальное название             | Роль                                     |
| ------------ | -- | ------------------------------- | --------------------------------- | ---------------------------------------- |
| 2002         | с  | Убойная служба                  | The Job                           | молодой парень                           |
| 2002         | с  | Шоу 80-х                        | That '80s Show                    | Кори Говард                              |
| 2002         | с  | Это было тогда                  | That Was Then                     | Ноа Бенджамин                            |
| 2003         | с  | Скорая помощь                   | ER                                | Доктор Ник Купер                         |
| 2005 — н. в. | с  | В Филадельфии всегда солнечно   | It's Always Sunny in Philadelphia | Деннис Рейнолдс                          |
| 2005         | ф  | Любовь к собакам обязательна    | Must Love Dogs                    | Майкл                                    |
| 2005         | ф  | Миссия «Серенити»               | Serenity                          | Лайлэк Янг Таф                           |
| 2006         | ф  | Адреналин                       | Crank                             | доктор                                   |
| 2006         | ф  | Две недели                      | Two Weeks                         | Мэттью                                   |
| 2008         | ф  | Незнакомцы                      | The Strangers                     | Майк                                     |
| 2009         | ф  | Адреналин 2: Высокое напряжение | Crank: High Voltage               | доктор (в титрах не указан)              |
| 2009         | мс | Американский папаша!            | American Dad!                     | Работник службы по контролю за животными |
| 2009—2013    | мс | Шоу Кливленда                   | The Cleveland Show                | Эрни                                     |
| 2010         | ф  | Всё путём                       | Everything Must Go                | Гари                                     |
| 2012         | мс | Бесконтрольные                  | Unsupervised                      | Клинт                                    |
| 2013—2017    | с  | Проект Минди                    | The Mindy Project                 | Клифф                                    |
| 2014—2015    | мс | Гриффины                        | Family Guy                        | разные голоса                            |
| 2013         | с  | Кофейный городок                | Coffee Town                       | Уилл                                     |
| 2014         | с  | Фарго                           | Fargo                             | Дон                                      |
| 2016         | с  | Обитель лжи                     | House of Lies                     | Сет Бакли                                |
| 2018—2021    | с  | Курс биологии                   | A.P. Bio                          | Джек Гриффин                             |
| 2023         | ф  | Кто убил BlackBerry             | BlackBerry                        | Джим Балсилли                            |
| 2023         | мс | Велма                           | Velma                             | Фред Джонс                               |